# Ambelau (wyspa)
Ambelau, także Ambalau (indonez. Pulau Ambelau, Pulau Ambalau) – wyspa w Indonezji na Morzu Banda w archipelagu Moluków; powierzchnia 201,7 km², 9590 mieszkańców (2009).
Etniczna ludność Ambelau posługuje się językiem ambelau.

## Historia
W okresie prekolonialnym wyspa zasiedlona przez rdzenną ludność Ambelau. Od XVI wieku wyspa znajdowała się w strefie wpływów Sułtanatu Ternate, choć sprawował nad nią raczej nominalną kontrolę. Od XVII wieku wyspa znalazła się pod kontrolą Holenderskiej Kompanii Wschodnioindyjskiej, która nie dostrzegała ekonomicznych korzyści eksploatacji wyspy, decydując się zamiast tego na przesiedlenie części ludności na tereny o dużej koncentracji plantacji. W czasie II wojny światowej wyspa została zajęta przez Japończyków i pozostała w ich rękach do końca konfliktu. Po wojnie nowo proklamowana Republika Indonezji nie była w stanie opanować wyspy i w 1946 r. została ona zajęta przez Holendrów podczas Indonezyjskiej Rewolucji Narodowej. Wyspa stała się później częścią utworzonej przez nich Wschodniej Indonezji. Po włączeniu tejże do Republiki Indonezji wielu rdzennych mieszkańców wyspy sprzeciwiło się nowej władzy, tworząc wraz z innymi pobliskimi wyspami Republikę Południowych Moluków. Po stłumieniu secesji przez armię indonezyjską wyspa została ostatecznie częścią Indonezji.